# تفسير النسفي
مدارك التنزيل وحقائق التأويل، هو تفسير مختصر، اختصره مؤلفه عبد الله بن أحمد بن محمود النَّسَفِيّ من تفسير البيضاوي، ومن الكشاف للزمخشري، فجاء، كما قال المؤلف: «كتاباً وسطاً في التأويلات، جامعاً لوجوه الإعراب والقراءات، متضمناً لدقائق علمي البديع والإشارات حالياً بأقاويل أهل السنة والجماعة، خالياً عن أباطيل أهل البدع والضلالة، ليس بالطويل الممل، ولا بالقصير المخل».
ولا يخوض النَّسَفِيّ في المسائل النحوية إلا بلطف، ويلتزم بالقراءات السبع المتواترة مع نسبة كل قراءة إلى قارئها، ويعرض للمذاهب الفقهية باختصار عند تفسير آيات الأحكام، ويوجه الأقوال بدون توسع، وينتصر لمذهبه الحنفي في كثير من الأحيان، ويرد على من خالفه، ويندر فيه ذكر الإسرائيليات، يتعقبها ثم يرفضها. والكتاب متوسط الحجم، سهل التناول، كثير التداول، مشهور بين الناس، وحاز القبول بين العلماء، وتقرر تدريسه في الأزهر والمدارس الشرعية عدة أعوام.